# Роман Сенюта
Роман Сенюта — руський шляхтич з роду Сенют, королівський ротмістр, власник маєтностей на Волині. Дружина — Анна Хомяковська. 30 січня 1535 за 150 кіп грошів литовських разом з братом Грицьком Сенютою продав Тихомельське городище князю Янушові (віленському єпископу РКЦ, позашлюбному сину короля Сигізмунда І Старого), який на цій ділянці заснував нове поселення — Янушпіль, який з часом став називатися Ямпіль.